# 茂名北路
茂名北路，是中國上海市静安区南部的一条马路，自南京西路至延安中路接茂名南路，为南北向马路。

## 历史
1910年至1917年间由公共租界工部局逐渐修筑而成，建成后，以英属缅甸的港口城市毛淡棉命名为慕尔鸣路。1943年，以广东省茂名县（今高州市）命名。1946年，更名为“茂名北路”，并沿用至今。2022年9月24日起的每周六0时至次周周一晨4时及国定节假日期间假期第一日0时至假期结束次日晨4时，茂名北路的威海路至经典茂名公寓出入口成為限时步行街。

## 交汇道路
- 南京西路
- 延安中路
- 威海路
- 升平街
- 延安中路